# Rhu
Rhu, schottisch-gälisch: An Rubha, veraltet auch Row, ist eine Ortschaft in der schottischen Council Area Argyll and Bute. Sie liegt am östlichen Ufer des Meeresarmes Gare Loch kurz nach dessen Abzweigung aus dem Firth of Clyde gegenüber von Rosneath und Clynder. Direkt östlich grenzt Helensburgh an Rhu an, während Greenock etwa sieben Kilometer südlich gelegen ist. Bei der Volkszählung 2011 wurden in Rhu 1646 Einwohner verzeichnet. Damit ist die Einwohnerzahl seit 1961 um nahezu 250 gestiegen.
Mit dem Ardencaple Hotel befindet sich in Rhu ein Denkmal aus der höchsten schottischen Denkmalkategorie A. Das aus dem frühen 19. Jahrhundert stammende Gebäude wurde auf Veranlassung des Dukes of Argyll erbaut. Es diente als Wegestation und Poststelle entlang der Strecke zwischen Glasgow und Inveraray. Zu Bauzeiten war das Hotel noch nicht in die Ortschaft Rhu inkorporiert und stellte eine markante Landmarke dar.

## Verkehr
Rhu ist an der A814 gelegen, die von Dumbarton über Helensburgh entlang der Firth-of-Clyde-Küste bis in den Norden der Halbinsel Cowal führt, und dabei die A82 mit der A83 verbindet. Obschon eine Bahnstrecke aus Helensburgh direkt nördlich an Rhu vorbeiführt, besitzt die Ortschaft keinen eigenen Bahnhof. Noch im 19. Jahrhundert wurde der Schiffsanleger regelmäßig von Fähren nach Garelochhead, Helensburgh und Greenock bedient. Diese Verbindungen existieren heute nicht mehr. Die Hafenanlagen wurden zu einem Yachthafen umfunktioniert. Aus diesem Grund ist Rhu der Sitz des Royal Northern & Clyde Yacht Clubs.

## Persönlichkeiten
- Peter McNeil (1854–1901), Fußballspieler und -funktionär
- David Dunlop (1859–1931), Regattasegler
- John Buchanan (1884–1943), Regattasegler